# Стебаевский сельсовет
Стебаевский сельсове́т — сельское поселение в Липецком районе Липецкой области. 
Административный центр — село Стебаево.

## История
В соответствии с законами Липецкой области №114-оз от 02.07.2004 и №126-оз от 23.09.2004 Стебаевский сельсовет наделён статусом сельского поселения, установлены границы муниципального образования.

## Население
| 2010 | 2012  | 2013 | 2014 | 2015 | 2016 | 2017 |
| ---- | ----- | ---- | ---- | ---- | ---- | ---- |
| 897  | ↘882  | ↘872 | ↘823 | ↗845 | ↗863 | ↗882 |
| 2018 | 2021  |      |      |      |      |      |
| ↘834 | ↗1211 |      |      |      |      |      |

## Состав сельского поселения
| № | Населённый пункт    | Тип населённого пункта       | Население |
| - | ------------------- | ---------------------------- | --------- |
| 1 | Архангельские Борки | село                         | ↗130      |
| 2 | Гудовка             | деревня                      | ↘106      |
| 3 | Долгая              | деревня                      | ↗85       |
| 4 | Круглое             | село                         | ↗11       |
| 5 | Лозы                | деревня                      | ↗23       |
| 6 | Маховище            | село                         | ↗224      |
| 7 | Никольское          | село                         | ↗146      |
| 8 | Стебаево            | село, административный центр | ↗249      |
| 9 | Черёмушки           | село                         | ↗279      |